# SITE Intelligence Group
SITE Intelligence Group es una organización no gubernamental estadounidense que rastrea la actividad en línea de organizaciones supremacistas blancas y yihadistas. Tiene su sede en Bethesda, Maryland. De 2002 a 2008, SITE Intelligence Group fue conocido como SITE Institute el Instituto de Búsqueda de Entidades Terroristas Internacionales. SITE está dirigido por la analista israelí Rita Katz.
Para ver la mayor parte de los contenidos e informes del sitio web del SITIO, una persona, gobierno o empresa debe suscribirse a SITE Intelligence Group.
El 2 de septiembre de 2014, SITE envió el video de la aparente decapitación de Steven Sotloff a sus suscriptores antes de que el Estado Islámico de Irak y el Levante publicaran el video.
El 18 de agosto de 2021, Katz comentó que "los talibanes de hoy son inmensamente hábiles con la tecnología y las redes sociales" y, en lo que respecta a las demandas de los conservadores estadounidenses que quieren "saber por qué el expresidente Donald Trump ha sido expulsado de Twitter mientras que varias figuras del Talibán no lo han hecho ", respondió que" los talibanes claramente están enhebrando la aguja con respecto a las políticas de contenido de las redes sociales y aún no están cruzando las muy distintas líneas de violación de políticas que cruzó Trump ".